# Hadji Panglima Tahil
Hadji Panglima Tahil (Bayan ng Hadji Panglima Tahil) är en kommun i Filippinerna. Kommunen ligger på ön Suluöarna, och tillhör provinsen Sulu. Folkmängden uppgår till 5 314 invånare.
Hadji Panglima Tahil är indelat i 5 barangayer.